# Haudainville
Haudainville ist eine französische Gemeinde mit 933 Einwohnern (Stand: 1. Januar 2022) im Département Meuse in der Region Grand Est (bis 2015: Lothringen). Sie gehört zum Arrondissement Verdun, zum Kanton Verdun-2 und zum Gemeindeverband Grand Verdun. Die Einwohner werden Haudainvillois genannt.

## Geografie
Haudainville liegt etwa vier Kilometer südöstlich des Stadtzentrums von Verdun am Canal de la Meuse. Die Maas (frz. Meuse) begrenzt die Gemeinde im Westen. Umgeben wird Haudainville von den Nachbargemeinden Belrupt-en-Verdunois im Norden und Nordosten, Sommedieue im Osten und Südosten, Dieue-sur-Meuse im Süden, Dugny-sur-Meuse im Südwesten, Belleray im Westen sowie Verdun im Nordwesten.
Die Autoroute A4 führt am südlichen Gemeinderand entlang.

## Bevölkerungsentwicklung
| Jahr                       | 1962 | 1968 | 1975 | 1982 | 1990 | 1999 | 2010 | 2019 |
| Einwohner                  | 740  | 685  | 690  | 740  | 811  | 875  | 962  | 941  |
| Quellen: Cassini und INSEE |      |      |      |      |      |      |      |      |

## Sehenswürdigkeiten
- Kirche Saint-Symphorien aus dem 18./19. Jahrhundert
- Französischer Soldatenfriedhof

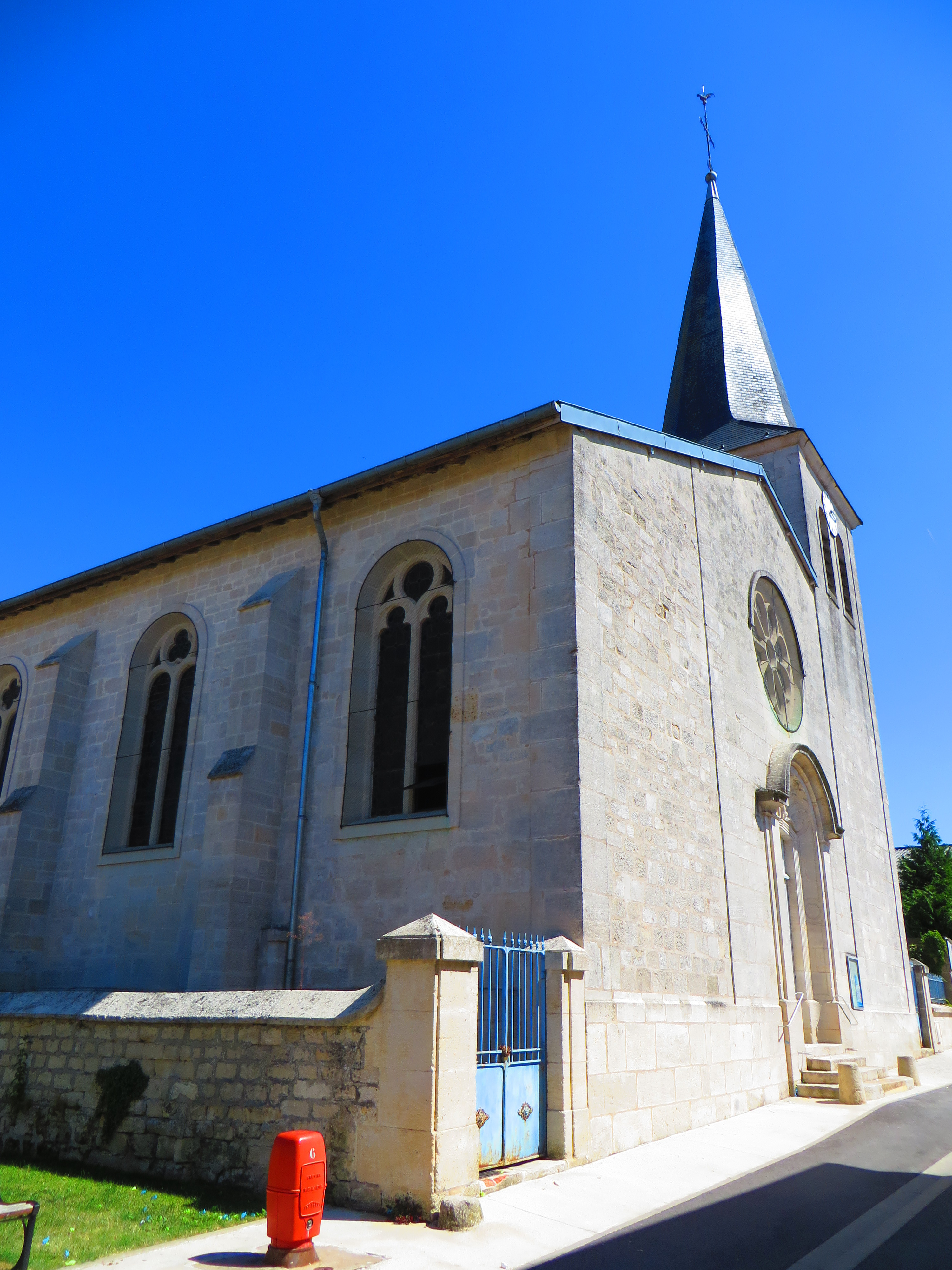
Kirche Saint-Symphorien
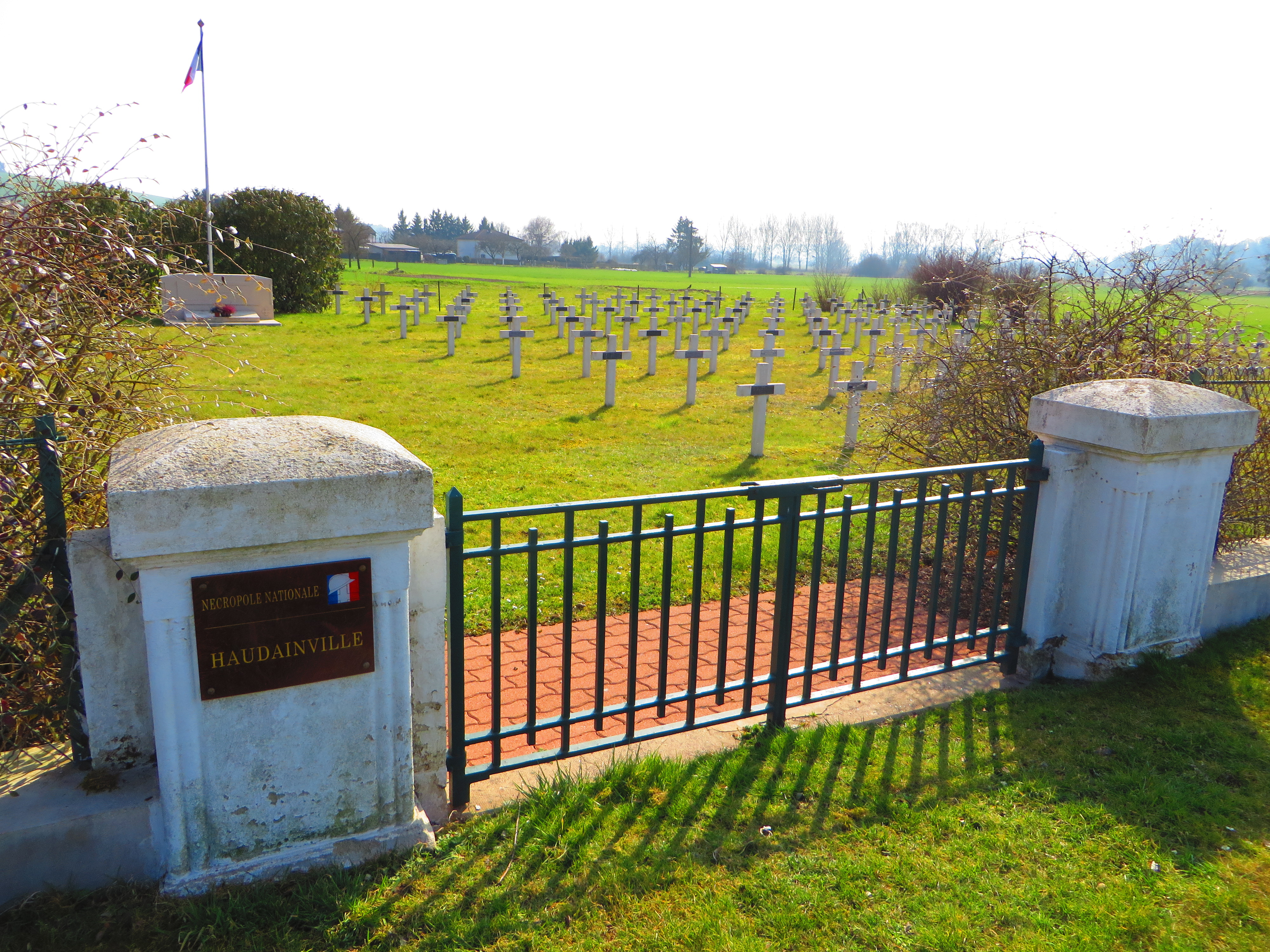
Französischer Soldatenfriedhof
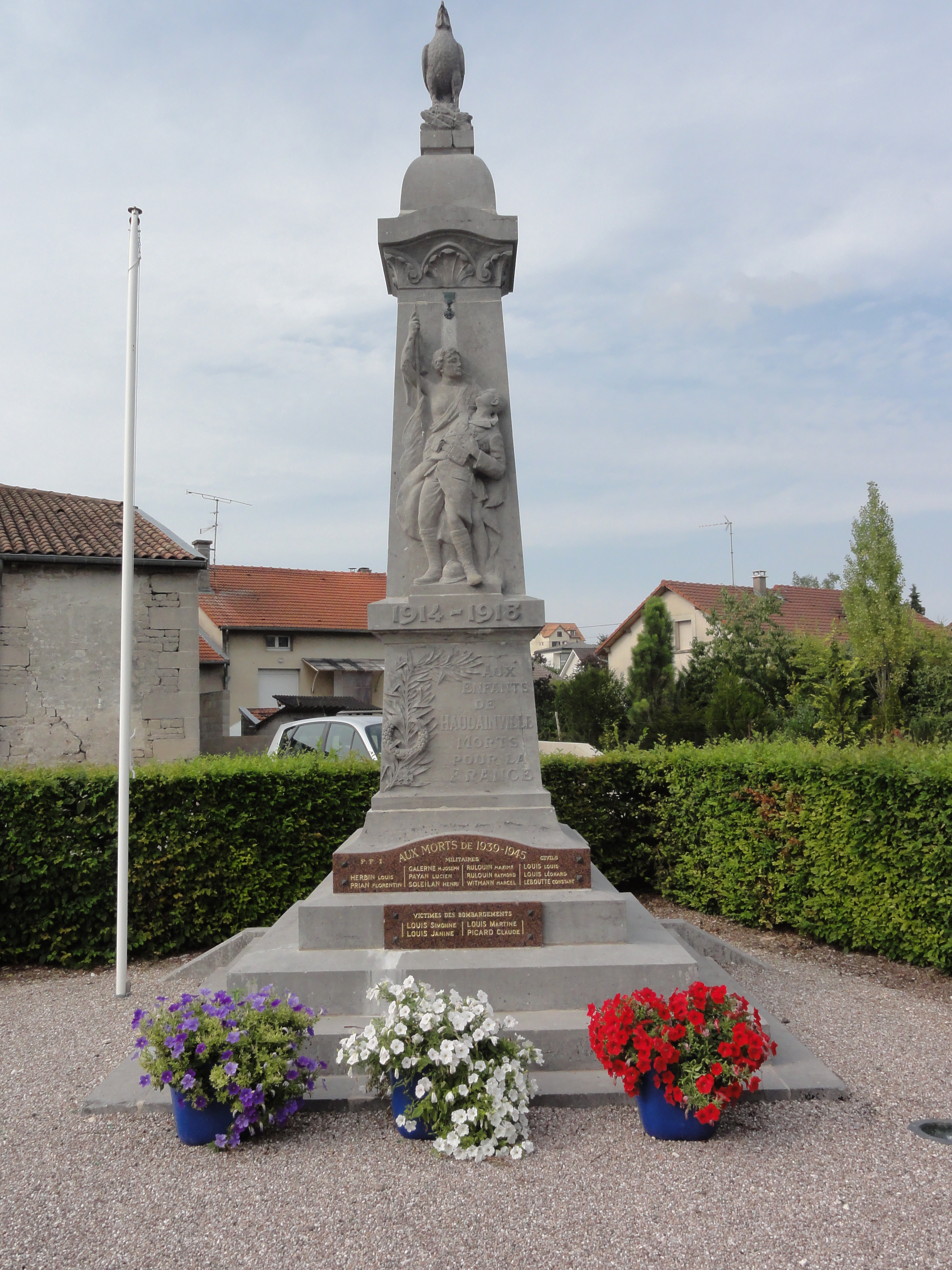
Gefallenendenkmal